# HLF
HLF (англ. HLF, PAR bZIP transcription factor) – білок, який кодується однойменним геном, розташованим у людей на короткому плечі 17-ї хромосоми. Довжина поліпептидного ланцюга білка становить 295 амінокислот, а молекулярна маса — 33 199.
| 10         |  | 20         |  | 30         |  | 40         |  | 50         |
| ---------- |  | ---------- |  | ---------- |  | ---------- |  | ---------- |
| MEKMSRPLPL |  | NPTFIPPPYG |  | VLRSLLENPL |  | KLPLHHEDAF |  | SKDKDKEKKL |
| DDESNSPTVP |  | QSAFLGPTLW |  | DKTLPYDGDT |  | FQLEYMDLEE |  | FLSENGIPPS |
| PSQHDHSPHP |  | PGLQPASSAA |  | PSVMDLSSRA |  | SAPLHPGIPS |  | PNCMQSPIRP |
| GQLLPANRNT |  | PSPIDPDTIQ |  | VPVGYEPDPA |  | DLALSSIPGQ |  | EMFDPRKRKF |
| SEEELKPQPM |  | IKKARKVFIP |  | DDLKDDKYWA |  | RRRKNNMAAK |  | RSRDARRLKE |
| NQIAIRASFL |  | EKENSALRQE |  | VADLRKELGK |  | CKNILAKYEA |  | RHGPL      |

A: Аланін

C: Цистеїн

D: Аспарагінова кислота

E: Глутамінова кислота

F: Фенілаланін

G: Гліцин

H: Гістидин

I: Ізолейцин

K: Лізин

L: Лейцин

M: Метіонін

N: Аспарагін

P: Пролін

Q: Глутамін

R: Аргінін

S: Серин

T: Треонін

V: Валін

W: Триптофан

Задіяний у таких біологічних процесах, як транскрипція, регуляція транскрипції, біологічні ритми, альтернативний сплайсинг. 
Білок має сайт для зв'язування з ДНК. 
Локалізований у ядрі.